# Theatre of Pain
Theatre of Pain je třetí studiové album rockové skupiny Mötley Crüe. Album je věnováno Nicholasu "Razzle" Dingleymu ze skupiny Hanoi Rocks, který zemřel při autonehodě, kterou způsobil a za níž byl také zatčen Vince Neil.

## Seznam skladeb
| Pořadí         | Název                      | Autor                               | Hlavní zpěvák  | Délka |
| -------------- | -------------------------- | ----------------------------------- | -------------- | ----- |
| 1.             | City Boy Blues             | Nikki Sixx / Mick Mars / Vince Neil |                | 4:10  |
| 2.             | Smokin' in the Boys Room   | Sixx / Lutz                         |                | 3:27  |
| 3.             | Louder Than Hell           | Sixx                                |                | 2:32  |
| 4.             | Keep Your Eye on the Money | Sixx                                |                | 4:40  |
| 5.             | Home Sweet Home            | Sixx / Neil / Tommy Lee             |                | 3:59  |
| 6.             | Tonight (We Need a Lover)  | Sixx / Niel                         |                | 3:37  |
| 7.             | Use It or Lose It          | Sixx / Mars / Neil / Lee            |                | 2:39  |
| 8.             | Save Our Souls             | Sixx / Neil                         |                | 4:13  |
| 9.             | Raise Your Hands to Rock   | Sixx                                |                | 2:48  |
| 10.            | Fight for Your Rights      | Sixx / Mars                         |                | 3:50  |
| Celková délka: | Celková délka:             | Celková délka:                      | Celková délka: | 35:16 |

## Obsazení
- Vince Neil – zpěv
- Mick Mars – kytara
- Nikki Sixx – basová kytara
- Tommy Lee – bicí, piano